# P.Unity
P.Unity – polski zespół muzyczny z pogranicza gatunków funk, soul, jazz i rap. 

## Historia
Początki zespołu sięgają 2010 roku. Od tego czasu skład grupy zmieniał się kilkukrotnie. Zespół pochodzi z Warszawy. Pod koniec 2016 zarejestrowali EP-kę Mango, za której mastering odpowiadał Marcin Cisło. W 2018 zespół pojawił się na albumie Michała Urbaniaka pt. Urbanator Days - Beats & Pieces. W tym samym roku zespół wystąpił między innymi na Akant Good Vibe Festival w Koszalinie, 10. Festiwalu Jana Himilsbacha w Mińsku Mazowieckim, towarzyszył Michałowi Urbaniakowi na warszawskim Festiwalu Nowe Fale i wystąpił w ramach Pol’and’Rock Festival. W 2018 P.Unity wystąpiło również w ramach 4 edycji World Wide Warsaw, gdzie towarzyszyli na scenie Ampowi Fiddlerowi (były członek Parliament oraz Funkadelic). Zespół wystąpił również w Studiu Muzycznym Radia Lublin w czerwcu 2018, w ramach cyklu Nie Tylko Rock 'n' Roll oraz w październiku, na żywo w audycji Będzie Głośno! w radiowej Czwórce. 
Latem 2018 ukazał się teledysk do utworu Milk zapowiadającego debiutancki album grupy Pulp, który ukazał się na jesieni 2018 nakładem wydawnictw U Know Me Records i Funky Mamas And Papas Recordings. Za dystrybucję CD odpowiada Asfalt Distro. Na płycie gościnnie pojawił się Kuba Knap. W styczniu 2019 album został nominowany do Fryderyka w kategorii Album Roku Blues/Country.

## Obecny skład
Źródło: .
- Jędrzej Dudek – wokal
- Maciej Sondij – gitara
- Miłosz Oleniecki – klawisze
- Rafał Dutkiewicz – perkusja
- Adrian Manowski – bas
- Michał Łuka – saksofon
- Radek Nowak – trąbka
- Witold Haliniak – puzon
- Sara Jaroszyk – wokal
- Weronika Grzesiewicz – wokal

## Dyskografia

### Albumy
- Pulp (2018; U Know Me Records i Funky Mamas And Papas Recordings)
- No Codes (2023; U Know Me Records i Funky Mamas And Papas Recordings)

### Single/EP-ki
- Mango (2017; Astrophone Records)[19]